# フォボス計画

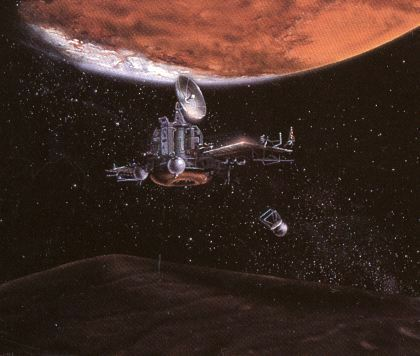
フォボスに接近した探査機の想像図

フォボス計画（フォボスけいかく、ロシア語: Фобос）とは、ソ連の火星探査計画。フォボス1号、フォボス2号の2機の火星探査機で、火星とその衛星の一つであるフォボスの観測を行う予定だった。
それぞれバイコヌール宇宙基地から1988年7月7日、1988年7月12日に打ち上げられたが、結果として計画は失敗した。1号探査機は火星へ向かう途中の9月12日、アップデートされたソフトウェアの欠陥により故障した。2号探査機はフォボスまで 190 kmに迫った1989年3月27日、交信が途絶えた。結局、フォボスの画像37枚が送られただけだった。
ソ連の宇宙開発を継いだロシアは2011年11月に再びフォボスに向けて探査機を打上げた。この計画はフォボス・グルントと呼ばれ、フォボス1・2号とは別の新設計の機体を使用した。
フォボス1・2号と同じ設計の機体は Mars 96ミッションでも使われたが、プロトンロケット4段のトラブルで打上げに失敗した。